# Tunisair

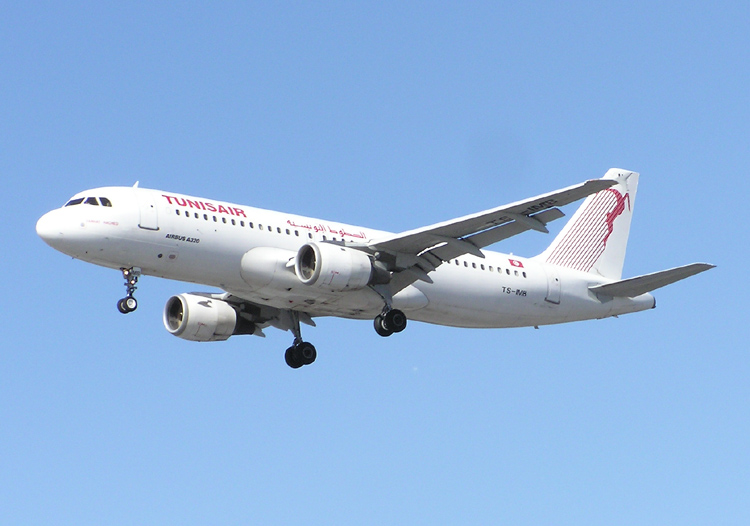
Samolot Airbus A320 lądujący na lotnisku Heathrow w Londynie (TS-IMB)

Tunisair – tunezyjska państwowa linia lotnicza, założona w 1948. Siedzibą władz jest Tunis, a główną bazą linii Port lotniczy Tunis-Kartagina. 
Tunisair jest członkiem Arab Air Carriers Organization. W grupie Tunisair znajdują się także linie TunisAir Express. 
Agencja ratingowa Skytrax przyznała liniom dwie gwiazdki spośród pięciu możliwych. 

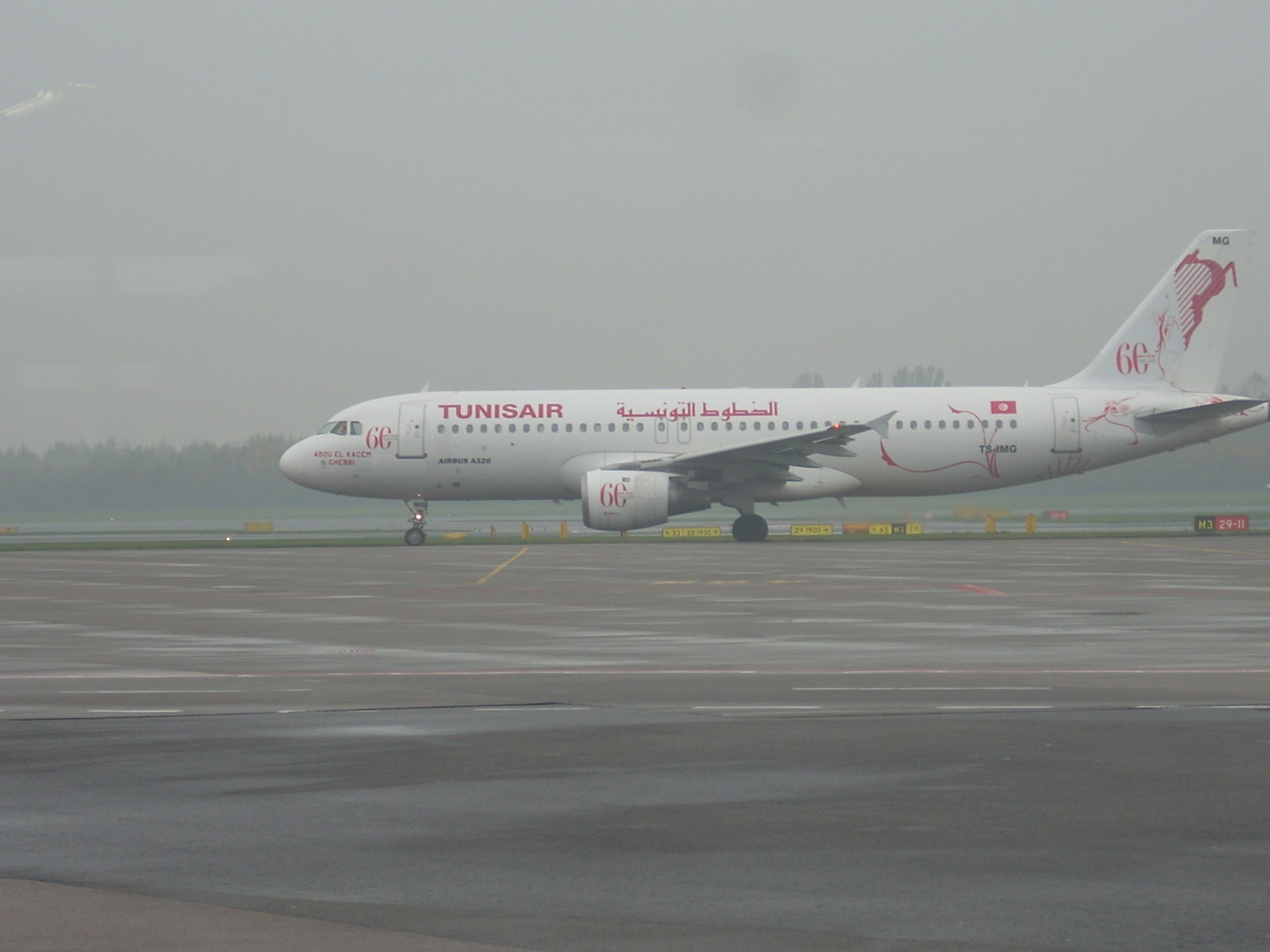
Airbus A320 (TS-IMG) na płycie lotniska na lotnisku w Warszawie

## Flota
Według stanu na lipiec 2025 flota Tunisair składała się z 13 samolotów o średnim wieku 9,3 lat:
| Samolot         | Samolot | Samolot   | Liczba miejsc | Liczba miejsc | Liczba miejsc | Uwagi |
| Model           | Aktywne | Zamówione | B             | E             | Łącznie       | Uwagi |
| --------------- | ------- | --------- | ------------- | ------------- | ------------- | ----- |
| Airbus A319-100 | 1       | –         | 16            | 90            | 106           |       |
| Airbus A320-200 | 5       | –         | 16            | 120           | 138           |       |
| Airbus A320-200 | 5       | –         | 12            | 138           | 150           |       |
| Airbus A320neo  | 5       | –         | 12            | 138           | 150           |       |
| Airbus A330-200 | 2       | –         | 24            | 236           | 260           |       |
| Łącznie         | 13      | 0         |               |               |               |       |